# Scherer Ferenc
Scherer Ferenc (Gyula, 1889. október 4. – Szeged, 1987. augusztus 31.) reáliskolai tanító, helytörténész és monográfiaíró. 

## Életrajza
Apja Scherer Benedek. Szülővárosában, valamint Békéscsabán végezte középiskolai tanulmányait. Egyetemre már Kolozsvárott járt, ahol történelem-földrajz szakos tanári diplomát szerzett. Ezután fél évet töltött el Berlinben ösztöndíjjal, majd hazatérését követően Makón és Baján tanított. Az első világháború idején hadapród volt, később a pécsi, a soproni, valamint a nagykanizsai katonai reáliskolában oktatott mint tiszt-tanár. 1920-ban került a Hadtörténelmi Levéltárhoz, s a rákövetkező évben, 1921-ben vonult nyugdíjba. Ezután az Első Gyulai Kötött és Szövött Iparárugyár Rt. főtisztviselője volt, valamint Gyula város képviselő-testületének tagja. A városban 1951-ig élt és dolgozott, ezután Gyöngyösre költözött, 1978-ban pedig Szegeden telepedett le. 98 éves korában hunyt el. Történeti és helytörténeti írásait a helyi lapok közölték. 

## Emlékezete

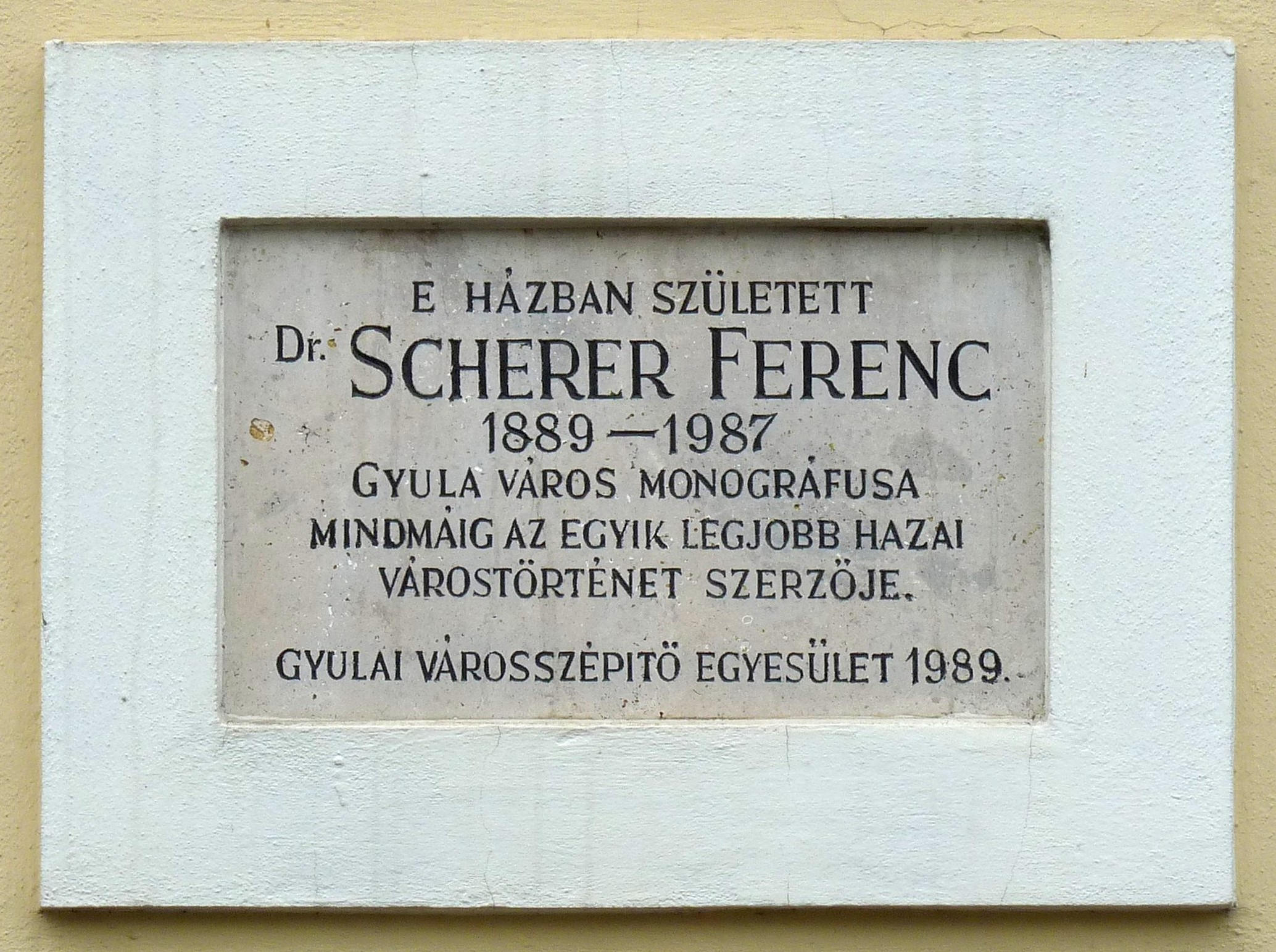
Emléktáblája szülőháza falán

- Gyulai szülőháza (Apor Vilmos tér 1.) falán áll emléktáblája, mely őt Gyula város monográfusaként, "mindmáig az egyik legjobb hazai várostörténet szerzője"-ként jellemzi. A táblát a Gyulai Városszépítő Egyesült állította 1989-ben.
- Gyulán, a Németvárosban található a nevét viselő Scherer Ferenc út, amely a Szent József (Muszkás) temetőtől a Dürer Albert/K. Schriffert József utcákig húzódik.

## Publikációi
- Gyula város története I–II. Gyula, 1938.[1]